# دائرة سوسة الانتخابية
دائرة سوسة الانتخابية هي واحدة من 27 دائرة انتخابية تونسية.تغطي كامل أراضي ولاية سوسة.

## نتائج الانتخابات
فيما يلي نتائج انتخابات المجلس الوطني التأسيسي التونسي 2011 للدائرة الانتخابية. وتبين القائمة الأحزاب التي فازت بمقعد واحد على الأقل:
| الحزب                    | الحزب                    | الاصوات | %    | المقاعد |
| ------------------------ | ------------------------ | ------- | ---- | ------- |
|                          | حركة النهضة              | 86٬590  | 35,8 | 4       |
|                          | حزب المبادرة             | 52٬573  | 21,8 | 2       |
|                          | المؤتمر من أجل الجمهورية | 12٬926  | 5,4  | 1       |
|                          | تيار المحبة              | 12٬160  | 5    | 1       |
|                          | التكتل                   | 10٬051  | 4,2  | 1       |
|                          | الحزب الديمقراطي التقدمي | 7٬519   | 3,1  | 1       |
| المسجلين                 | المسجلين                 | 252٬827 | 100  | 10      |
| الناخبين                 | الناخبين                 | 241٬547 |      | -       |
| الأصوات الصحيحة للقائمات | الأصوات الصحيحة للقائمات | 241٬547 | 100  | -       |
| الأوراق الملغاة والبيضاء | الأوراق الملغاة والبيضاء | 11٬280  |      | -       |

## روابط خارجية
- الموقع الرسمي لهيئة الانتخابات.